# Sporophila iberaensis
El capuchino Iberá o semillero del Iberá (Sporophila iberaensis) es una especie de ave paseriforme de la familia Thraupidae perteneciente al numeroso género Sporophila. Esta pequeña ave granívora se distribuye en humedales subtropicales del centro de América del Sur. 

## Taxonomía y características
Esta especie fue descrita formalmente en el año 2016 por los ornitólogos Adrián Santiago Di Giacomo y Cecilia Kopuchian, quienes practicaron un riguroso estudio mediante el cual se pudo establecer que se trataba de una especie distinta a los restantes capuchinos, la cual permanecía aún innominada.
Su condición de especie plena ya había sido publicada en 2013. En el año 2022 fue reconocido como especie válida por el Comité de Clasificación de Sudamérica (SACC) en la Propuesta No 953, y en 2023 por el Congreso Ornitológico Internacional (IOC), y por Clements checklist/eBird

### Holotipo
El holotipo designado es el catalogado como: MACN-Or 72854. Se trata de la piel de estudio de un macho adulto, con cráneo 100 % osificado, testículos de 7 x 5 mm y de 6 x 4 mm. Fue capturado con red de neblina por Bernabé López Lanús el 19 de febrero de 2011, luego de tomar un registro de su canto; fue preparado por Cecilia Kopuchian. Se encuentra depositado en el gabinete de ejemplares tipo de la Colección Nacional de Ornitología del Museo Argentino de Ciencias Naturales “Bernardino Rivadavia” (MACN), en la ciudad de Buenos Aires.

### Localidad tipo
La localidad tipo referida es: “Estancia San Alonso (en las coordenadas: 28°18′10.2″S 57°26′25.5″O / -28.302833, -57.440417), esteros del Iberá, departamento Concepción, Corrientes, Argentina”.

### Descripción

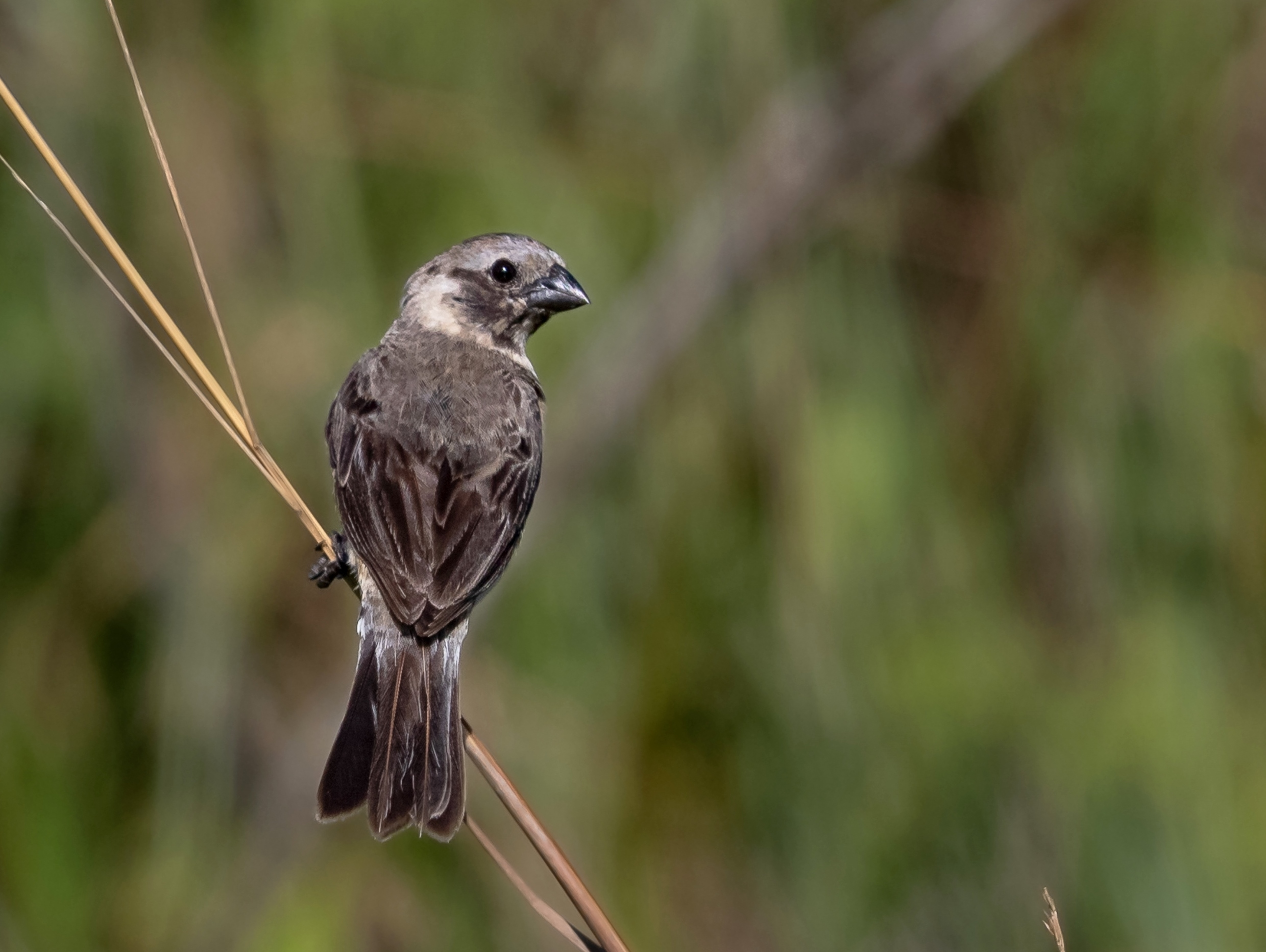
Macho adulto en Aquidauana, Mato Grosso do Sul, Brasil.

El macho presenta una corona plomiza, un notorio collar café oscuro (teñido de rufo en algunos ejemplares) que rodea a la cabeza, desde la nuca (donde es angosto o se desdibuja en algunos ejemplares) hasta la garganta (donde se ensancha y es más destacado) llegando a la mitad inferior del pico y de los ojos, los cuales tienen un fino anillo periocular. El pecho y el abdomen son ocráceos, pudiendo presentar algunas plumas teñidas de canela o blanco. El corto y grueso pico y los ojos son negros, mientras que las patas son negruzcas. Las alas son negras ribeteadas de gris-ocráceo, con un sector blanco en la región interior media de las remeras primarias. El dorso y la rabadilla son gris-ocráceos, más ocre en el sector nucal que bordea el collar oscuro. La cola es grisácea a negruzca. Como ocurre con la mayoría de las especies del género, esta también presenta dimorfismo sexual, siendo colorido el plumaje en el macho y apagado en el caso de la hembra.
Si bien posee una coloración característica, claramente separable de otros congéneres, su canto es diagnóstico, con peculiaridades que no se repiten en ninguna de las restantes especies del género. La grabación del mismo acompaña a un CD que contiene los cantos de las aves del pastizal, el cual acompaña la publicación donde se dio a conocer esta especie, el cual exhibe en su etiqueta una imagen de un macho de “capuchino Iberá” en plena emisión de su canto.
Se ha demostrado que los taxones integrantes del grupo de los capuchinos divergieron rápida y recientemente, por lo que las señales acústicas representan una función clave en transmitir la identidad de cada especie, información que es vital para reducir la hibridación intragenérica, riesgo latente ante lo aún cercano del evento que generó su explosiva radiación y la simpatricidad de sus territorios reproductivos. De esta manera, un rasgo que es en parte culturalmente heredado como es el canto ayuda a mantener el aislamiento reproductivo entre especies que habitan en ambientes muy próximos, solo separadas por sutiles barreras ecológicas y no físicas.

## Distribución y hábitat

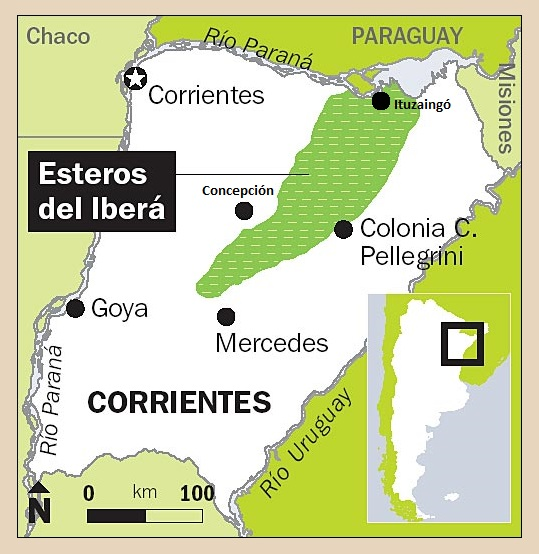
Esteros del Iberá. En este humedal, y en otros menores y relacionados con él ubicados inmediatamente al oriente del mismo, se sitúa la distribución reproductiva de este taxón (la invernal aún es desconocida).

Esta especie es un endemismo reproductivo del nordeste de la Argentina, específicamente de la provincia de Corrientes, en el sector norte de la región mesopotámica de ese país.
Fue registrada en la región de los esteros del Iberá (cuenca del río Paraná vía río Corriente) y en bañados situados al oriente de la misma, especialmente en los formados por el valle de inundación de la cuenca del río Aguapey (curso fluvial de la cuenca hidrográfica del río Uruguay), con registros en algunos departamentos del nordeste correntino: Santo Tomé, San Martín e General Alvear e Ituzaingó.
También fue observado en zonas contiguas de Paraguay y en Mato Grosso del Sur, Brasil.
Al llegar el otoño austral la especie desaparece, por lo que se sospecha que, al igual que ocurre con las demás especies del género que viven en la zona, migraría hacia el norte, invernando en la zona centro-norte de Sudamérica, en el centro de Brasil, este de Bolivia y tal vez el norte de Paraguay, regresando a Corrientes en la primavera, para volver a reproducirse.

### Localidades donde fue registrado
- Ituzaingó;[11]
- Ruta provincial Nº 40, entre Mercedes y Colonia Carlos Pellegrini;[12]
- Esteros del Iberá;[13]
- Establecimiento la Sirena, de Ganadera Aguapey S.A.(integrante del CREA Aguapey), Ruta Provincial Nº 40, departamento San Martín (28º25'2”S 56º32'32”O).[6]
- Aquidauana, Miranda, Terenos y Corumbá en Mato Grosso do Sul y Poconé en Mato Grosso, Brasil.[14]

### Hábitat
Este capuchino en el verano habita y se reproduce únicamente en altas sabanas inundables de paja colorada (Andropogon lateralis) de más de un metro de altura, carentes de pastoreo del ganado. El hábitat que utiliza al invernar es desconocido.

## Estado de conservación
Las principales amenazas para esta especie son el sobrepastoreo de su hábitat reproductivo, el uso generalizado del fuego, el drenaje de los humedales donde habita, el reemplazo total de su ambiente por pasturas exóticas o forestaciones comerciales y eventualmente la captura como ave de jaula.
La categorización de esta la especie propuesta por los investigadores que la han estudiado es de “vulnerable”, especialmente en razón de que la misma depende del mantenimiento de las condiciones prístinas de su específico hábitat para poder reproducirse exitosamente.
El capuchino Iberá ha sido calificado como amenazado de extinción por la Unión Internacional para la Conservación de la Naturaleza (IUCN) debido a que su muy baja población, estimada entre 250 y 1000 individuos maduros, se presume estar en decadencia como resultado de la pérdida de hábitat y su degradación y potencialmente como causa de la captura para comercio como ave de jaula.
Esta especie es estudiada en el sitio piloto: Campos del Río Aguapey, bajo el marco del proyecto “Pastizales y Sabanas del Cono Sur de Sudamérica: iniciativas para su conservación en Argentina” el cual es co ejecutado por las organizaciones no gubernamentales ambientalistas Aves Argentinas y la Fundación Vida Silvestre Argentina (FVSA), siendo financiado por el Banco Internacional de Reconstrucción y Fomento o BIRD (del Banco Mundial) entidad que acciona las directrices del Fondo del Medio Ambiente Mundial (GEF); contando además con el apoyo del Instituto Nacional de Tecnología Agropecuaria (INTA) y la Administración de Parques Nacionales (APN) de la Argentina, encuadrada la asociación en la denominada “Alianza del Pastizal”.
Esta especie comparte los pastizales pajonales y esteros de la cuenca media y superior del río Aguapey con un conjunto completo de aves globalmente amenazadas o casi amenazadas: el capuchino pecho blanco (S. palustris), el capuchino corona gris (S. cinnamomea), el capuchino garganta café (S. ruficollis), el capuchino canela (S. hypoxantha), el capuchino castaño (S. hypochroma), la cachirla dorada (Anthus nattereri), la monjita dominicana (Heteroxolmis dominicana), el tordo amarillo (Xanthopsar flavus), el cachilo de antifaz (Coryphaspiza melanotis), el coludo chico (Emberizoides ypiranganus), el coludo grande (Emberizoides herbicola), el pecho amarillo grande (Pseudoleistes guirahuro), el yetapá grande (Gubernetes yetapa), el yetapá chico (Alectrurus tricolor), el yetapá de collar (Alectrurus risora), etc.; además de mamíferos emblemáticos que han desaparecido de vastas regiones, como el venadillo de las pampas (Ozotoceros bezoarticus leucogaster) y el aguará guazú (Chrysocyon brachyurus), por lo que la protección que se le pueda brindar beneficiará al mismo tiempo a numerosas especies amenazadas.
Históricamente, los pastizales de la cuenca del río Aguapey se utilizaron únicamente para el pastoreo extensivo de ganado sobre vegetación natural, bajo el esquema de producción pecuaria del tipo “cría”, por establecimientos de una superficie media de 5000 ha, poco apotrerados, normalmente con grandes cuadros de entre 500 y 1000 ha.
Desde el año 1995 y gracias a incentivos fiscales como promociones del estado para la implantación de forestaciones, aproximadamente el 50 % de los pastizales ha sido reconvertido a monocultivos de eucaliptos y especialmente pinos resinosos, en muchos casos fruto de la acción de grandes empresas internacionales. Si bien los terrenos bajos (el hábitat de esta especie) no son naturalmente aptos para poder plantar árboles comerciales, los logran acondicionar mediante la sistematización de su drenaje además de erigir camellones, sobre los cuales se colocarán los ejemplares.
A los pocos años lo que era un denso pastizal inundable se transforma en un continuo boscoso cuya densidad por cada hectárea presenta un mínimo de 100 árboles por ha (para un manejo silvo-pastoril) hasta el mayoritario macizo forestal, con 1100 árboles.
Cualquiera que sea su densidad, en todos los casos la fisonomía del malezal desaparece por completo, y al no poder sobrevivir en un ambiente dominado densamente por árboles, la totalidad de las especies que vivían en el primitivo pastizal se extinguen localmente en las tierras ocupadas por esos grandes bloques de bosques artificiales de decenas de miles de hectáreas cada uno. No solo esas poblaciones son afectadas, ya que con la sistematización del drenaje y la consiguiente alteración del régimen de permanencia del agua en el sustrato de los lotes forestados también se perjudica a los pastizales remanentes de los lotes contiguos, ya sea por aceleramiento o por entorpecimiento de sus drenajes. Todo ello determina la disminución efectiva del hábitat disponible para la especie, y su fragmentación en manchones discontinuos.
Es menester alcanzar una correcta planificación territorial estratégica del uso de la tierra para mantener de manera sustentable una explotación racional sin comprometer la supervivencia de esta y las otras especies amenazadas que en los malezales habitan.
El comercio ilegal como ave de jaula ha puesto a varias especies del mismo género en alguna de las categorías de amenaza, si bien aún no se tienen registros de que esté afectando a este taxón.